# گرافین اواس
گرافین اواس (GrapheneOS) (که قبلاً Android Hardening یا AndroidHardening نامیده می‌شد) یک سیستم عامل تلفن همراه مبتنی بر Android، منبع باز، محافظ حریم خصوصی و امنیت است و برای گوشی‌های هوشمند منتخب Google Pixel عرضه می‌شود.

## تاریخچه
توسعه‌دهنده اصلی، دنیل مک‌کی، در اصل روی CopperheadOS کار می‌کرد، تا اینکه اختلاف بر صدور مجوز نرم‌افزار بین بنیان‌گذاران Copperhead Limited منجر به اخراج مک‌کی از شرکت در سال ۲۰۱۸ شد پس از آن، مک‌کی به کار بر روی پروژه Android Hardening ادامه داد، که به GrapheneOS تغییر نام داد و در آوریل ۲۰۱۹ معرفی شد.
به گفته دیمین وایلد از 9to5Google، که منبع آن GrapheneOS توییتر است، در مارس ۲۰۲۲، گرافین اواس اندروید 12L را قبل از گوگل برای Pixels منتشر کرد. به گفته Skanda Hazarika از XDA Developers، که منبع آن در GrapheneOS توییتر است، برنامه‌های «دوربین امن» و «Secure PDF Viewer» (بر اساس PDF.js) که مختص این سیستم‌عامل هستند در فروشگاه Google Play و GitHub منتشر شدند.

## امکانات

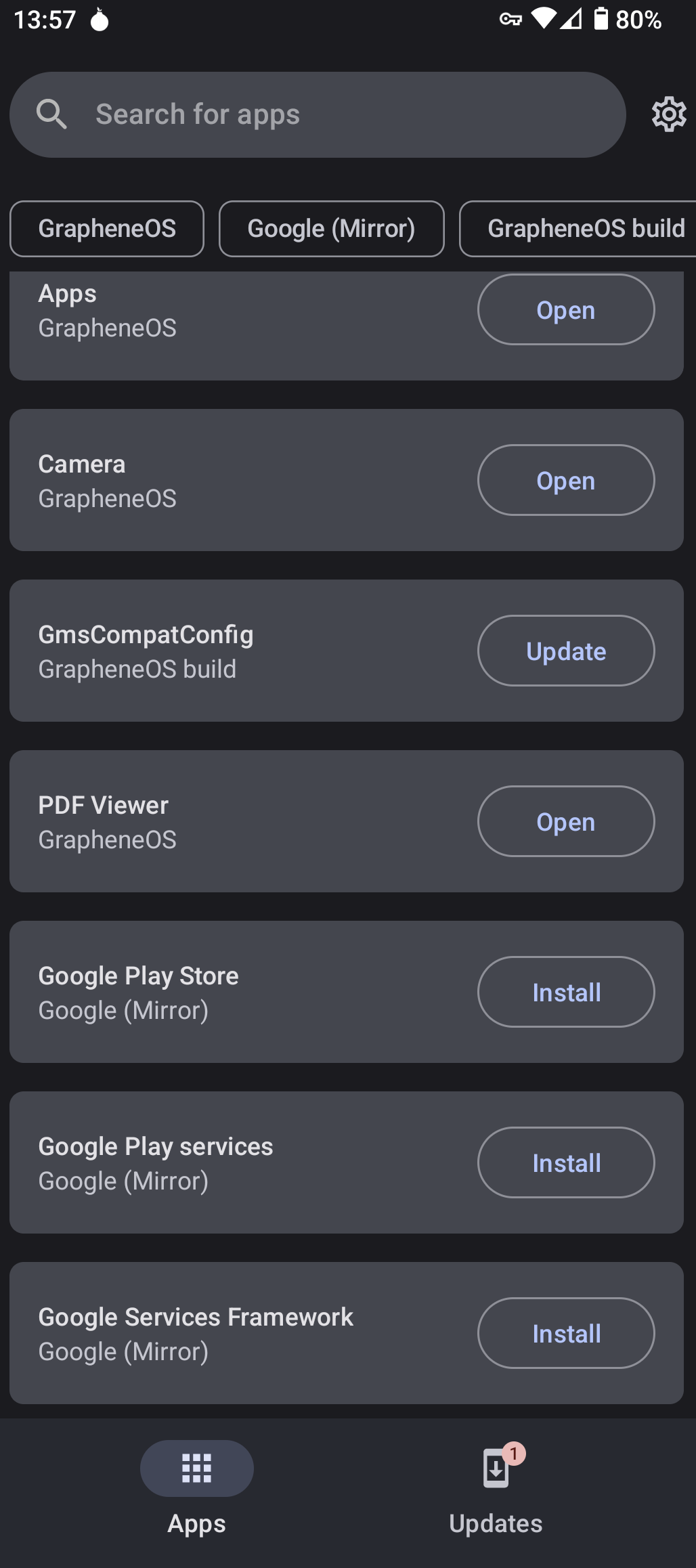
صفحه برنامه‌های پیش فرض GrapheneOS

به‌طور پیش‌فرض، برنامه‌های Google با GrapheneOS نصب نمی‌شوند، اما کاربران می‌توانند یک نسخه sandbox شده از Google Services را از برنامه «Apps» که با گرافین اواس نصب شده‌است، نصب کنند. سرویس‌های Google sandboxed باید اجازه استفاده از فروشگاه Google Play و برنامه‌های وابسته به Google Services را به همراه ویژگی‌هایی از جمله اعلان‌های برنامه‌ها و پرداخت‌های درون‌برنامه‌ای بدهد.
گرافین اواس یک مرورگر وب مبتنی بر کروم و پیاده‌سازی WebView را توسعه می‌دهد که به نام Vanadium شناخته می‌شود.
گرافین اواس همچنین یک مدیر حافظه هسته، معروف به " hardened_malloc" را توسعه می‌دهد.
گرافین اواس برای هر برنامه نصب‌شده، دسترسی به شبکه قابل لغو و مجوز حسگرها را اضافه می‌کند، گرافین اواس همچنین از غیرفعال کردن بررسی‌های اتصال پشتیبانی می‌کند، گرافین اواس همچنین آدرس MAC را به‌طور پیش‌فرض تصادفی می‌کند. و شامل یک گزینه درهم‌سازی پین برای صفحه قفل است، یک برنامه گواهی مبتنی بر سخت‌افزار برای رمزنگاری نیز در آن وجود دارد.

## سازگاری
به گفته جو فدوا که در ماه مارس ۲۰۲۲ برای How-To Geek نوشته‌است، گرافین اواس فقط به‌طور رسمی از دستگاه‌های پیکسل پشتیبانی می‌کند."

## حوادث

### سوء استفاده امنیتی Dirty Pipe
در فوریه ۲۰۲۲، یک اکسپلویت امنیتی با خطر بالا به نام " Dirty Pipe " (CVE-2022-0847) توسط محقق مکس کلرمن از Ionos در هسته لینوکس فاش شد که همچنین بر توزیع‌های مبتنی بر اندروید مبتنی بر نسخه آسیب‌پذیر هسته لینوکس تأثیر می‌گذارد. گوگل این آسیب‌پذیری را در پایگاه کد اندروید در ۲۳ فوریه برطرف کرد و گزارش شده‌است که «بسیاری از رام‌های شخص ثالث مانند GrapheneOS» این وصله را در اوایل مارس ۲۰۲۲ اعمال کردند 

### عملیات sting ANOM
به گفته جوزف کاکس برای Vice Motherboard و جان فینگاس که برای Engadget می‌نویسد، در جولای ۲۰۲۱، تلفن‌های Pixel با GrapheneOS یا فورک GrapheneOS ممکن است در عملیات ANOM FBI Honeypot , Sting استفاده شده باشند. اما با قطعیت مشخص نیست. تجزیه و تحلیل یک تلفن Anom و بررسی پست‌های انجمن آنلاین توسط Motherboard نشان داد که تلفن‌های Anom یک لوگوی بوت برای سیستم عاملی به نام ArcaneOS را نمایش می‌دهند. گزارش شده‌است که دانیل میکای عکس‌هایی از یک گوشی پیکسل 3a با نرم‌افزار Anom دریافت کرده که آن‌ها را با مادربرد به اشتراک گذاشته‌است. گزارش شده‌است که مک‌کی ادعاهایی را شنیده‌است که Anom از GrapheneOS استفاده کرده‌است، اما مک‌کی گفت: «به نظر می‌رسد» Anom ممکن است به ظاهر از گرافین اواس ستفاده شده باشد، «اما هیچ مبنایی ندارد.» مادربرد همچنین گزارش داد که شرکت‌های تلفن رمزگذاری‌شده مانند EncroChat و Phantom Secure که در گذشته توسط مجرمان سازمان‌یافته مورد استفاده قرار می‌گرفتند، دستگاه‌هایی شبیه به دستگاه Anom ارائه می‌دادند. مک‌کی گفت: «به نظر می‌رسد که مردم نام گرافین اواس را شنیده‌اند، بنابراین این شرکت‌ها یا به نوعی از گرافین اواس واقعی یا فورک استفاده می‌کنند، یا ادعا می‌کنند که در زمانی که این کار را نکرده‌اند، انجام داده‌اند».

## بازخورد
در سال ۲۰۱۹، گئورگ پیچلر از Der Standard و سایر منابع خبری، به نقل از ادوارد اسنودن در توییتر نوشتند: «اگر من امروز یک گوشی هوشمند را پیکربندی می‌کردم، از گرافین اواس دانیل مک‌کی به عنوان سیستم عامل پایه استفاده می‌کردم.» Lennart Mühlenmeier از netzpolitik.org در بحث اینکه چرا سرویس‌ها نباید کاربران را مجبور به نصب برنامه‌های اختصاصی کنند، گرافین اواس را به عنوان جایگزینی برای اپل یا گوگل پیشنهاد کرد. Svět Mobilně و Webtekno این پیشنهاد را تکرار کردند که گرافین اواس جایگزین خوبی برای امنیت و حفظ حریم خصوصی برای اندروید استاندارد است. در بررسی دقیق گرافین اواس برای Golem.de، موریتز ترمل و سباستین گرونر گفتند که می‌توانند از گرافین اواس مشابه سایر اندرویدها استفاده کنند، اما از آزادی بیشتری از گوگل برخوردارند، بدون اینکه متوجه تفاوت‌هایی با «محافظت اضافی از حافظه» شوند، اما این راهی است که باید انجام شود." آنها به این نتیجه رسیدند که گرافین اواس نمی‌تواند نحوه تبدیل شدن دستگاه‌های اندرویدی به زباله را حداکثر بعد از سه سال تغییر دهد، اما می‌تواند در طول عمر باقیمانده دستگاه‌ها و در عین حال از حریم خصوصی محافظت کند.
در ژوئن ۲۰۲۱، بررسی GrapheneOS، KaiOS، AliOS و Tizen OS در Cellular News منتشر شد. بررسی گرافین اواس آن را «مسلماً بهترین سیستم عامل تلفن همراه از نظر حفظ حریم خصوصی و امنیت» نامید، با این حال، آنها گرافین اواس را به دلیل ناراحتی آن برای کاربران مورد انتقاد قرار دادند و گفتند: «سرویس‌های گوگل از گرافین اواس کاملاً حذف شده‌است و برای همیشه همین‌طور خواهد ماند - حداقل طبق به توسعه دهندگان." آنها همچنین متوجه "کاهش عملکرد جزئی" شدند و گفتند "ممکن است دو ثانیه کامل طول بکشد تا یک برنامه - حتی اگر فقط برنامه تنظیمات باشد - تا به‌طور کامل بارگیری شود."
لامونت در پست برداشت اولیه خود یک هفته قبل گفت که پس از نصب آسان، مشکلاتی با مجوزهای برنامه پیام‌های Google و مشکل در وارد کردن مخاطبین وجود داشت. لامونت سپس نتیجه‌گیری کرد: «هرکسی که به دنبال یک تجربه ساده است، ممکن است بخواهد از گرافین اواس یا سایر توزیع‌های اندرویدی مبتنی بر حریم خصوصی اجتناب کند، زیرا مزایای حفظ حریم خصوصی اغلب به قیمت راحتی و سهولت استفاده تمام می‌شود.» در ژوئیه ۲۰۲۲، چارلی آزبورن از ZDNet به افرادی که مشکوک به عفونت پگاسوس هستند، پیشنهاد داد که از یک دستگاه ثانویه با GrapheneOS برای برقراری ارتباط امن استفاده کنند.